# Aechmea floribunda
Aechmea floribunda är en gräsväxtart som beskrevs av Carl Friedrich Philipp von Martius, Schult. och Julius Hermann Schultes. Aechmea floribunda ingår i släktet Aechmea och familjen Bromeliaceae. Inga underarter finns listade i Catalogue of Life.